# Erotikspiel
Ein Erotikspiel (auch Sexspiel genannt) ist ein Spielegenre, in welchem es um Erotik bzw. Sexualität geht.

## Sexspiele in einer Beziehung

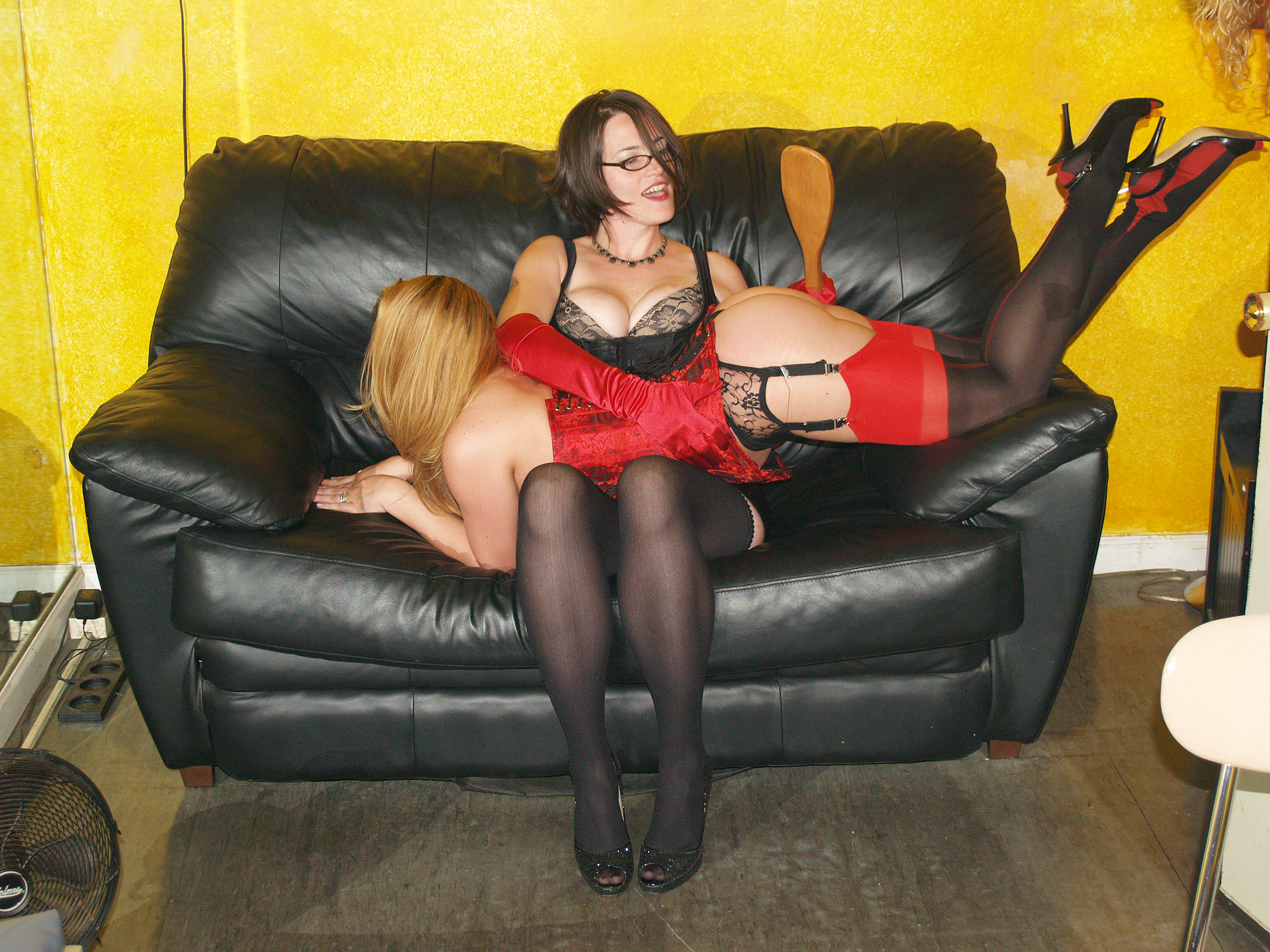
Spanking im Rahmen eines Erziehungsspiels

In einer sexuellen Beziehung können Sexspiele verwendet werden, um besondere Erfahrungen zu machen und intime Erlebnisse durch die Anregung der Fantasie zu vertiefen. So können sich die Partner zum Beispiel Aufgaben geben, die sie alleine oder zusammen lösen sollen und dabei unterschiedliche Reize, Praktiken, Spielzeuge oder Stellungen ansprechen und verwenden.
Sogenannte Erziehungs- oder Bestrafungsspiele bzw. Dom/Sub-Spiele finden in dem Bereich BDSM statt. Hierbei sollte aber auch auf genügend Sicherheit und die gegenseitige Einwilligung geachtet werden, da es ohne ausreichende Kenntnisse, Erfahrung und Vereinbarungen mit dem Partner zu der Begehung von Straftaten, Unfällen und Verletzungen kommen kann (Safe, Sane, Consensual).

### Sexuelles Rollenspiel

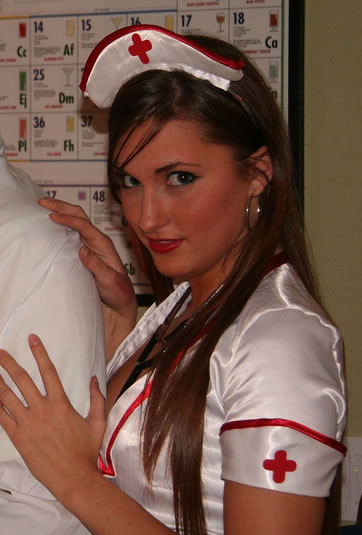
Die Klinikerotik ist ein häufiges Thema für sexuelle Rollenspiele

Bei dem erotischen Rollenspiel nehmen zwei oder mehr Sexualpartner teil, wobei jeder eine bestimmte Rolle übernimmt und sich dieser Rolle entsprechend verhält und gegebenenfalls kleidet bzw. verkleidet, um sich und/oder dem Partner Lust zu verschaffen. Häufige Themen sind Beziehungen zwischen Arzt und Patient (Klinikerotik), Schüler und Lehrer, Student und Professor, Familienmitgliedern, fiktiven Charakteren (z. B. durch Cosplay) und Arbeitnehmer und Arbeitgeber bzw. Vorgesetzten oder Kollegen. Erotische Rollenspiele werden häufig, aber nicht ausschließlich in sadomasochistischen bzw. dominant-devoten Kreisen gespielt. Sie können ebenfalls mit Ageplay, Petplay und/oder Genderplay verbunden werden.

## Sexspielzeug

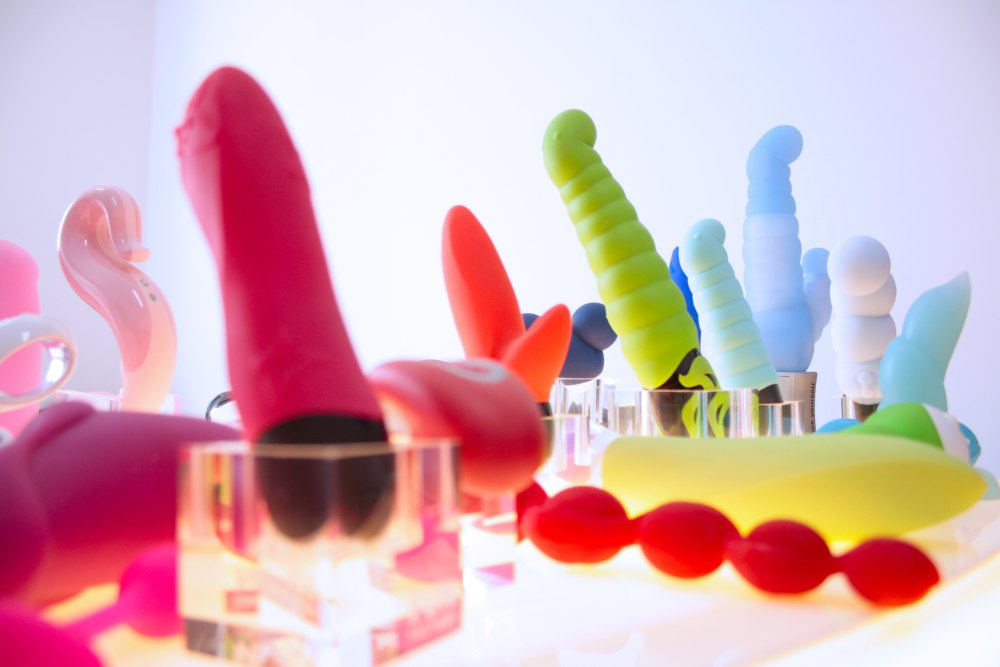
Unterschiedliche Sexspielzeuge

Unter dem Begriff Sexspielzeug (in jüngster Zeit hat sich auch der englische Begriff Sextoy etabliert) werden Gegenstände zusammengefasst, mit deren Hilfe man sich selbst oder den Geschlechtspartner beim Liebesspiel sexuell stimulieren kann. Bis in die 1990er Jahre hinein war der Begriff nahezu unbekannt, die Gegenstände wurden Hilfsmittel genannt, da man sie als Mittel zum Abbau des „natürlichen“ sexuellen Verlangens ansah.
Zu den Sexspielzeugen gehören Vibratoren, Dildos, Lustkugeln, Butt-Plugs, Strap-ons, Peniskäfige, Penisringe, Keuschheitsgürtel, Geräte zur erotischen Elektrostimulation, Sex-Puppen, Vaginanachbildungen und vieles mehr. Derartige Gegenstände werden in Sexshops, auf Erotikmessen, in Erotikkatalogen und auf einschlägigen Internetseiten angeboten.
In einem weiter gefassten Sinn lassen sich auch besondere Bekleidung, Rollenspiel-Utensilien (zum Beispiel Fesseln, Peitschen, Windeln), Klammern und ähnliches Zubehör hinzurechnen. Auch normale Haushaltsgegenstände können als Sexspielzeug verwendet werden, zum Beispiel Kerzen, Obst, Gemüse, Löffel, Gießkannen, Federn, Eiswürfel, aufblasbare Gegenstände (Schwimmflügel, Luftballons, Wasserbälle etc.) oder Fingerfarben zur Körperbemalung während des Liebesspiels.
Seit den 2010er-Jahren gewinnen auch computergesteuerte Sexspielzeuge (sogenannte Cyberdildonics oder Teledonics) an Popularität, die es ermöglichen, die Spielzeuge mit einer mobilen App oder über das Internet fernzusteuern oder zu programmieren und Signale von diesem zu empfangen.

## Gesellschafts- und Partyspiele
Auch viele klassische Spiele (Kartenspiel, Brettspiel, Partyspiele usw.) haben eine erotische Variante bekommen. Bekannte Beispiele sind das Strip-Poker, das erotische Flaschendrehen und das erotische Wahrheit oder Pflicht.

## Computerspiele

### Allgemeine Beweggründe und Umsetzungen
Wie auch andere Medien, nutzen Computerspiele Darstellungen spärlich bekleideter Charaktere, um Spiele besser zu verkaufen oder ihren Wert zu steigern (Sex sells bzw. Fanservice). Manche Hersteller gehen auch weiter und nutzen Sexualität oder Nacktheit als Teil des Spiel- und Charakterdesigns, als Belohnung im Spiel oder einfach als ein Spielelement. Diese Spiele entstehen weltweit auf den meisten Plattformen, die nicht kinder- und jugendorientiert sind, und können aus jedem Computerspielgenre sein. Allerdings versuchen einige Vertriebsplattformen und Konsolenhersteller, den Vertrieb einzuschränken. Gegenüber anderen Medien bietet sich besonders die Interaktivität mit den Spielfiguren für eine höhere Immersion an.

### Geschichte, Jugendschutz und Kontroversen
Eines der ersten Videospiele (wenn nicht das erste) mit sexuellen Themen war das textbasierte Softporn Adventure aus dem  Jahr 1981, das von On-Line Systems für den Apple II veröffentlicht wurde. Trotz schwerer Produktpiraterie verkauften sich immer noch ca. 25.000 Kopien, was in etwa 25 % der damals verkauften Apple-II-Geräte entspricht. In einem Artikel im Time Magazine aus dem Jahr 1981 berichtete On-Line, dass sie eine Version des Spiels für heterosexuelle Frauen machten, obwohl diese nie zustande kam. Später wurde das Spiel unter der Reihe Leisure Suit Larry fortgesetzt, welche mehr auf Humor und Selbstironie setzt. Ebenfalls zu der Zeit entstanden viele Erogē-Spiele im asiatischen Markt, die unter anderem von Square Enix produziert wurden, aber nicht unbedingt im westlichen Raum erschienen.
Das für die Atari 2600 erschienene Computerspiel Custer’s Revenge aus dem Jahr 1982 gilt heute als eines der geschmacklosesten Spiele aller Zeiten, da man einen Cowboy spielt, der Vergewaltigungen an einer Indianerin ausübt. Dadurch wurde eine große Kontroverse und Protestwelle von Frauenrechtsorganisationen und Indianerverbänden ausgerufen, da der Inhalt des Spiels sexistisch, rassistisch und eine Beleidigung für die Opfer von Vergewaltigungen ist. Auch Atari distanzierte sich öffentlich von dem Spiel. Bevor das Spiel aber vom Markt genommen wurde, wurden bereits über 80.000 Kopien verkauft.

Logo für den Hinweis auf sexuellen Inhalt der Pan European Game Information

Mit dem Erfolg von Online-Rollenspielen und Lebenssimulationen wie Second Life und Die Sims wurden einige erotische Spiele mit sozialer Interaktion mit anderen Mitspielern oder einer künstlichen Intelligenz entwickelt. Zu bekannten Vertretern zählen unter anderem: Singles: Flirt Up Your Life, Red Light Center, House Party, Playboy: The Mansion, 3D SexVilla und Chathouse3D Roulette von ThriXXX, aber auch Second Life bietet einige Möglichkeiten in dem Bereich Erotik an.
Dennoch bleibt bei solchen Spielen die Frage, inwieweit der Cybersex mit Mitspielern sich an den realen Personen orientiert und inwieweit diese eine Fake-Identität pflegen hinsichtlich Aussehen, Charakter, Geschlecht und Alter. Wie auch andere Online-Spiele mit sozialer Interaktion, wurde bei Second Life der nicht ausreichende Jugendschutz bemängelt, der Kinder und Jugendliche nicht stark genug vor virtueller Erotik oder echten Übergriffen schützt. Spiele werden durch eine Altersverifikation geschützt und sollten auf den sexuellen Inhalt hinweisen. Die Pan European Game Information hat dafür eine entsprechende Kennzeichnung eingeführt.
Weiterhin haben sich mehrere Wirtschaftssimulationen zu dem Thema entwickelt, wie zum Beispiel Rotlicht Tycoon oder Big Bang Empire. Durch die Entwicklung der Computerspiele wurde Sexualität auch in manchen Open-World-Spielen zum Teil der Spielfiguren, die durch ihre fiktive Welt, wie auch in anderen Medien, Szenarien zulässt, die im echten Leben nicht möglich wären.

### Mods und Amateurspiele
Das Internet macht es möglich viele der bekannten Spiele zu modifizieren und sexuelle Inhalte hinzuzufügen oder Charaktere nackt erscheinen zu lassen. Ein bekanntes Beispiel ist der häufig kritisierte Hot Coffee Mod für Grand Theft Auto: San Andreas und Sexmods für die Sims-Reihe.
Ebenfalls gibt es viele erotische Browserspiele von Fans und Hobbyentwicklern, die auf Adobe Flash oder Java basieren. Oft steht dabei aber mehr der Humor als die sexuelle Lust im Vordergrund.

### Interaktiver Porno und Virtual Reality

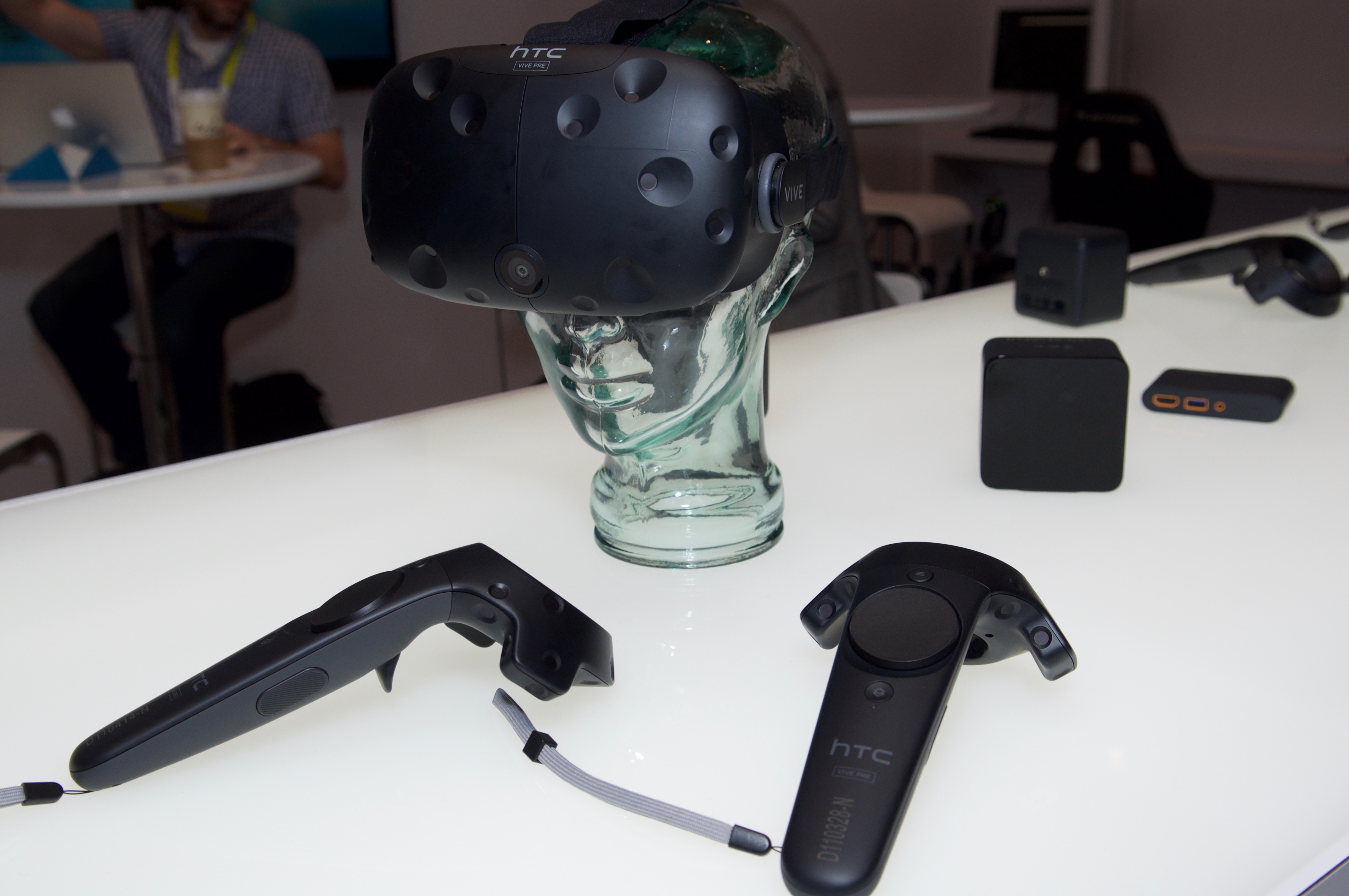
Die HTC Vive, ein Beispiel für ein Head-Mounted-Display

Ein interaktiver Porno ist ein Pornofilm, in welchem man den Verlauf der Handlung selbst bestimmen kann, indem man aus einem Menü auswählt oder auf Quick-Time-Events reagiert. Einige Hersteller verwenden außerdem eine spezielle Peripherie (sogenannte Teledoronics), wie einen Masturbator oder Vibrator, die Signale senden und empfangen können.
Auch 360-Grad-Videos können als eine Form der interaktiven Videos gezählt werden und durch ein Head-Mounted Display in der virtuellen Realität betrachtet werden. Dafür gibt es einen stark wachsenden Pornomarkt. Ebenfalls nehmen Augmented-Reality-Pornos durch Smartphones, die mit einer speziellen Halterung in der Lage sind diese Technik abzuspielen, zu.

### Besonderheiten in Japan: Erogē
Als Erogē (jap. エロゲー; phonologische Begriffsbildung aus engl.erotic game) werden japanische Video- oder Computerspiele mit erotischem und pornografischem Inhalt bezeichnet. Als alternative Bezeichnungen sind auch, meist eher nur in Japan, Adult game (アダルトゲーム, adaruto gēmu), Jūhachi-kin game (18禁ゲーム, Jūhachi-kin gēmu, dt. „Ab-18-Spiel“) und Etchi game (Hゲーム) oder Hentaispiel gebräuchlich. Für die Spiele der männlichen Zielgruppe wird häufig, besonders von den Herstellern solcher Spiele, auch der Begriff Bishōjo game (美少女ゲーム, dt. „Hübsche-Mädchen-Spiel“) verwendet. Zwar kann dieser auch Spiele ohne erotischen oder pornografischen Inhalt einschließen, allerdings ist diese Verwendung selten. Derartige jugendfreie Spiele werden eher als Galgē (ギャルゲー, gyarugē), kurz für Gal game (ギャルゲーム, gyaru gēmu, dt. „Mädchenspiel“), bezeichnet.
Für solche Spiele besteht in Japan ein großer Markt, ein großer Teil der Spiele wird allerdings von Fans für Fans produziert und vertrieben (vgl. Dōjinshi), so dass Statistiken hierzu stark schwanken. Sie gehören oft zu den Genres Ren’ai-Adventure, Ren’ai-Simulation/Dating Sim oder Visual Novel. Wie auch in anderen Medien der japanischen Pornografie können die Themen Futanari, Lolicon/Shotacon und anthropomorphe bzw. Fantasiegestalten in einigen Spielen vorkommen. In Deutschland verstoßen manche Darstellungen gegen das Verbot von Kinder- und Jugendpornografie.
Bekannte Vertreter sind unter anderem:
- 11eyes: Tsumi to Batsu to Aganai no Shōjo
- Air
- Bible Black
- Boin
- Comic Party
- D.C. – Da Capo
- Dragon Knight 4
- Dramatical Murder
- Dōkyūsei
- Euphoria
- Ef – a fairy tale of the two.
- Fate/stay night
- Green Green
- Green Green 2: Koi no Special Summer
- Green Green 3: Hello Goodbye
- Kana – Imōto
- Kanon
- Katawa Shoujo
- Kimi ga Nozomu Eien
- Knights of Xentar
- Koihime Musō
- Moon.
- Nekopara
- One – Kagayaku Kisetsu e
- Princess Lover!
- Rance
- RapeLay
- Resort Boin
- Saishū Shiken Kujira
- Saya no Uta
- School Days
- Senran Kagura
- Shuffle!
- Tomoyo After – It’s a Wonderful Life
- Walkure Romanze: Shōjo Kishi Monogatari